# Szabó Gábor (régész)
Szabó Gábor (Hódmezővásárhely, 1969) régész, az ELTE Bölcsészettudományi Kar Régészettudományi Intézete Őskori és Elő-Ázsiai Régészeti Tanszékének habilitált tanszékvezető egyetemi docense, az MTA köztestületének tagja.
Számos ásatás és a bronzdepó-kutató program vezetője, nemzetközileg elismert kutatója a bronzkor- és vaskor korszakának, több szakmai szervezet tagja, a magyar és nemzetközi régészettudomány meghatározó kutatója, egyetemi oktatóként közel száz BA, MA és PhD szakdolgozat és tanulmány témavezetője.

## Tudományos munkássága
PhD fokozatát 2002-ben védte meg, 2017-ben lett habilitált doktor. 
Kutatási területe főleg a Kárpát-medence bronzkora és kora vaskora. Részletesen foglalkozott a Tisza-vidék késő bronzkorával valamint a Kárpát-medence késő bronzkori fémművességével. Kutatásai érintik még a perjámosi- és Füzesabony-kultúra temetőit, az erdélyi Vargyas-szoros barlangjainak településtörténetét.
Nagyobb ásatásai 1999 és 2018 között az M3 autópálya Hajdú-Bihar vármegyei (M3 Archeopark), az M43-as autópálya Csongrád vármegyei szakaszához, valamint a Rákóczifalva határában és a Nagykunságban kialakított szükségvíztározók építéséhez kapcsolódtak, ahol 20 lelőhely megelőző feltárását vezette.
2000-ben megrendezte a „Csongrád megye bronzkora” című állandó kiállítást a csongrádi Tari László Múzeumban.
2006-tól az OTKA és az NKA által támogatott kutatási programot vezetett, amelynek célja a Kárpát-medence keleti része bronzkori depóinak, kincsegyütteseinek a lokalizálása, megmentése és értelmezése. Kelet-Magyarország és Erdély területén 36 bronz- és 4 aranykincset tárt fel és dokumentált csapatával, amely Magyarország kiemelten védett, de illegális kincskeresők által fosztogatott földvárairól több ezer kisleletet is megmentett. 
Szabó Gábor aktívan közvetíti a régészet eredményeit a nagyközönség felé. Gyakran tart tudománynépszerűsítő előadásokat, szívesen nyilatkozik rádiós- és tévés műsoroknak. 
Több szakmai szervezetben és társaságban is aktívan tevékenykedik. Alapító és volt elnökségi tagja az Ősrégészeti Társaságnak. Tagja a Magyar Régész Szövetségnek. 2006 óta részt vesz az Ásatási Bizottság munkájában, 2016-tól a szervezet elnökeként. Az Ősrégészeti Levelek, Archaeológiai Értesítő, és a Magyar Régészet szakfolyóiratok szerkesztőbizottsági tagja.

## Elismerései
- Schönvisner István-emlékérem 2022